# Sân vận động thành phố Đường Konwiktorka
Sân vận động thành phố Phố Konwiktorka (tiếng Ba Lan: Stadion Miejski przy ulicy Konwiktorkiej), còn được gọi là Gen. Sân vận động Kazimierz Sosnkowski Polonia Warsaw (tiếng Ba Lan: Stadion Polonii Warszawa im. Gen. Kazimierza Sosnkowskiego), thường được gọi là Sân vận động Konwiktorka (tiếng Ba Lan: Stadion przy Konwiktorkiej), hay Sân vận động Warsaw Polonia (tiếng Ba Lan: Stadion Polonii Warszawa) là một sân vận động đa năng ở Warsaw, Ba Lan.
Nó hiện đang được sử dụng chủ yếu cho các trận bóng đá, và là sân nhà của đội bóng Polonia Warszawa. Sân vận động ban đầu được xây dựng vào năm 1928. Khán đài phía Đông đã được hiện đại hóa hoàn toàn vào năm 2004.
Sân vận động đã được sử dụng làm sân tập cho UEFA Euro 2012 và đang được nâng cấp để chứa lượng khán giả lớn hơn. Nó hiện đang có súc chứa 7.150 chỗ ngồi, được phân chia như sau.
1. Khán đài chính (sức chứa: 4.889 chỗ) là chỗ ngồi tốt nhất cho bất kỳ sự kiện thể thao nào được tổ chức tại Sân vận động, được bảo hiểm đầy đủ và cao đáng kể.
2. Khán đài đông (bê tông; sức chứa: 1.911 chỗ), thường được gọi là 'trybuna kamienna' (khán đài bằng đá), là khán đài lịch sử với các bậc được làm bằng đá, ban đầu chỉ có khu đứng. Vào năm 2004, khán đài đã được xây dựng lại hoàn toàn với vỏ bọc trên cao và 1.911 chỗ ngồi tượng trưng, kỷ niệm ngày thành lập câu lạc bộ.
3. Khu vực dành cho khách đặc biệt (sức chứa: 350 chỗ). Ban đầu được xây dựng cho khoảng 500 người, vào tháng 8 năm 2009, nó chỉ được trang bị 350 chỗ ngồi. Khu vực này nằm ở phía bắc của sân vận động, gần ul. Międzyparkowa (đường phố).

Kể từ năm 2013, sân vận động là sân nhà của đội bóng bầu dục Mỹ Warsaw Eagles.